# Atlantische geelneusalbatros
De Atlantische geelneusalbatros (Thalassarche chlororhynchos)  is een vogel uit de familie Diomedeidae. Het is een bedreigde vogelsoort. De vogel werd in 1789 door Johann Friedrich Gmelin geldig beschreven.

## Kenmerken
De lichaamslengte bedraagt 71 tot 82 cm en het gewicht 1,78 tot 2,84 kg en de spanwijdte is 180 tot 215 cm. Deze vogel heeft een donkere snavel, die aan de bovenzijde geel is en aan de punt oranjerood. De ondervleugels zijn licht met zwarte banden zowel aan de voor- als achterrand. Kenmerkend is de grijze kop en de driehoekige donkere vlek tussen het oog en de snavel. Het verenkleed is bij beide geslachten gelijk.

## Verspreiding, leefgebied en leefwijze
Deze albatrossen broeden op eilanden binnen de Tristan da Cunhaarchipel op de eilanden Gough, Tristan da Cunha, Nightingale, Middle, Stoltenhoff en Inaccessible. Ze broeden in rotsig terrein met pollen gras en klein geboomte. Het enige jong, dat pas na 4 maanden kan vliegen, wordt door beide ouders verzorgd. Buiten de broedtijd verblijven ze in een brede strook tussen ongeveer de 25° en 50° zuiderbreedte in de Atlantische Oceaan. Het voedsel bestaat hoofdzakelijk uit vissen en pijlinktvissen, maar ook uit visafval, dat op schepen overboord geworpen wordt. Het is een dwaalgast in Suriname.

## Status
De grootte van de populatie werd in 2017 door BirdLife International geschat op 35.000 tot 73.500 individuen en de populatie-aantallen nemen af. De grootste bedreiging vormt de langelijnvisserij langs de oostkust van Zuid-Amerika. Daarnaast vormen muizen en ratten op Gough een bedreiging voor de kuikens. Om deze redenen staat deze soort als bedreigd op de Rode Lijst van de IUCN.